# Велиж
Ве́лиж — город (с 1776 года) в Смоленской области России, административный центр Велижского района.
Население — 6005 чел. (2024).

## География
Город расположен на реке Западная Двина, в 124 км к северо-западу от Смоленска.

## Этимология
Название, возможно, является притяжательным прилагательным к личному славянскому имени Велид. Такое имя засвидетельствовано в древнечешском языке.

## История

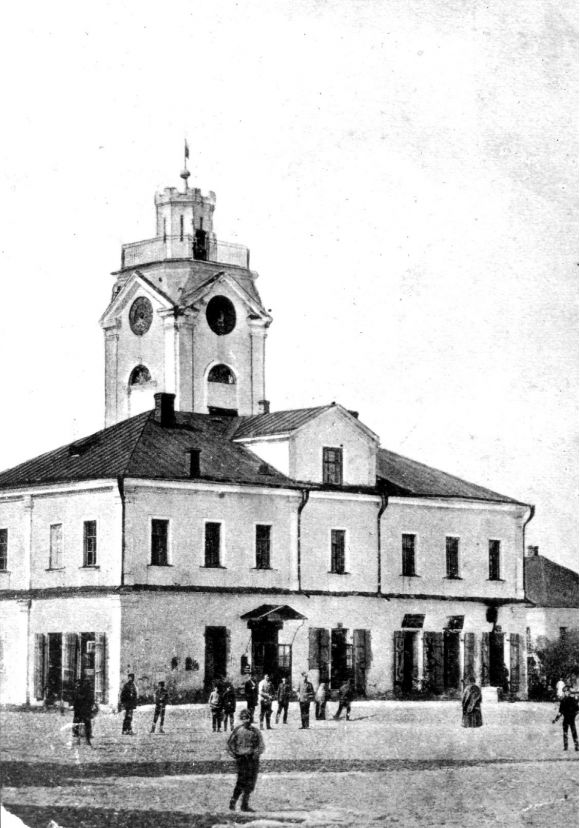
Городская ратуша

### XIV — XVII век
Территория будущего Велижа (Велижская волость) входила в состав Смоленского княжества, а затем в состав его удела — Торопецкого княжества. Вместе с Торопецким княжеством в 1355 году эти земли были присоединены к Великому княжеству Литовскому. Впервые Велиж упоминается в 1392 году в летописях Быховца, когда литовский князь Витовт совершил большой поход по завоеванию земель к Смоленску и Москве:
«Пойде князь великий Витольд, собрався под города Псковия: Велиж, Красный город…».
Князь Витовт назначил наместником в Велиже пинского князя Юрия Носа. Город стал центром одноимённой волости. В 1503 году, в результате войны Московского княжества с Великим княжеством Литовским, Велиж отошёл Московскому княжеству.
Во время следующей русско-литовской войны 1534—1537 Велиж был взят русскими отрядами. В апреле 1536 года был издан указ о строительстве крепостей на старом велижском городище (в городе их насчитывалось 4), называемом Замковая гора. В царственной книге Ивана Грозного об этом сказано:
«В лето 7044 (1536) апреля в 19-й день князь великий Иван Васильевич и мати его Великая княжна Елена велела поставити город в Торопецком уезде на Велижском городище, город Велиж, и доделать месяца июля, в третье лето государства его».
Этот год считается официальным годом основания Велижа.
Крепость строилась мастерами Иваном Рудаком и Иваном Колычевым и в июле 1536 года была возведена в виде трёх срубов, заполненных глиной. Она имела 8 (9) боевых башен, две из которых были с въездными воротами. В устье реки Каневец была сооружена плотина, которая позволяла поднимать уровень воды в глубоких рвах вокруг крепости. Склоны рвов были выложены бревнами и становились скользкими при подъёме воды.
В 1562 году город был взят князем Николаем Радзивиллом в ходе Ливонской войны 1558-1583. В 1580 году город взяло польское войско под командованием Яна Замойского и Велиж снова отошёл Великому княжеству Литовскому. В ходе войны был разрушен велижский посад и окрестные деревни. Помимо войн, свирепствовали эпидемии, писцовые книги указывают, что «Велижский уезд почти сплошь впусте лежал». По Ям-Запольскому перемирию 1582 года Велиж оставался за Речью Посполитой.

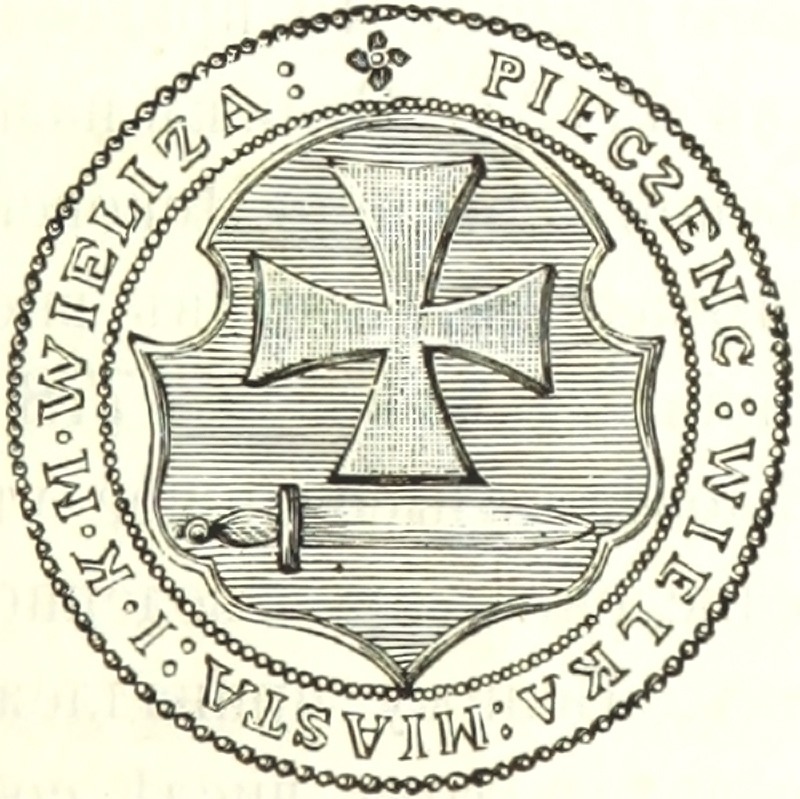
Печать с гербом Велижа

В 1585 году король Стефан Баторий учредил в Велиже должность старосты и пожаловал герб: золотой крест, над ним обнажённый меч, направленный остриём на восток, на голубом щите европейского типа. В том же году Велиж получил Магдебургское право, согласно которому город имел юридическую, экономическую и общественно-политическую независимость от системы феодальной власти. Также король пожаловал горожанам сто волок земли, учредил две ярмарки, рождественскую и петропавловскую, в каждую дозволялось первые две недели торговать беспошлинно; дозволил жителям держать для своей надобности водку, мед и пиво. Король обязал, однако, починить крепость и выстроить гостиный двор для приезжающих купцов.
В 1655 году, во время русско-польской войны 1654—1667, Велиж подвергся разрушению русскими войсками. В 1667 году по Андрусовскому договору Велиж отошёл к России, но в 1678 году был возвращён Речи Посполитой вместе с некоторыми другими землями в обмен на город Киев.
К концу XVII века Велиж утратил своё военно-стратегическое значение и развился как центр обширного староства в составе Витебского воеводства. К концу XVII века был застроен и правый берег Двины, куда подходила дорога из Усвята.

### В составе Российской Империи
По первому разделу Польши в 1772 году, Велиж окончательно вошёл в состав России. Он был включён сначала в состав Псковской, а затем Полоцкой губернии Витебской провинции, с 1796 года — в составе Белорусской, а с 1802 года — Витебской губернии. Права уездного города Велиж получил в 1776 году. Русское правительство предоставило жителям Велижа ряд льгот. До конца XIX века город имел тесные торговые связи с Ригой, куда водным путём отправляли лес, льняное семя, пеньку, золу, зерно. 21 сентября 1781 года Екатерина II жаловала город гербом Российским, включающим двуглавого орла на золотом фоне в верхней части и всадника (см. также Погоня (герб)) на бело-красном фоне в нижней.
В 1798 году был утверждён генеральный план развития города, разработанный в Комиссии о каменном строении. Генплан предлагал прямоугольно-прямолинейную структуру. Основное развитие получала левобережная сторона, здесь планировалась прямоугольная площадь с присутственными местами и гостиным двором, к северу от площади стояла основная городская доминанта — городской собор. На въездах из Суража и Великих Лук также организовывались прямоугольные площади с церквями и лавками. На территории бывшей крепости предлагалось разместить казённые хлебные и соляные магазины. Генеральный план был в основном реализован.

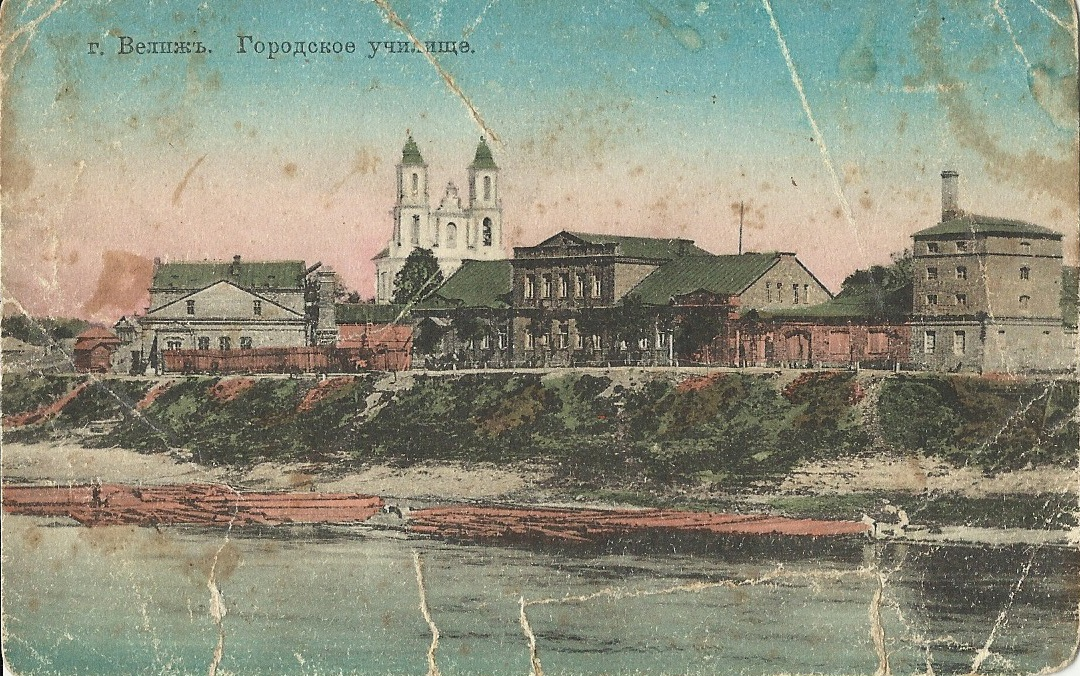
Вид на Велиж с Малой стороны через реку Западная Двина

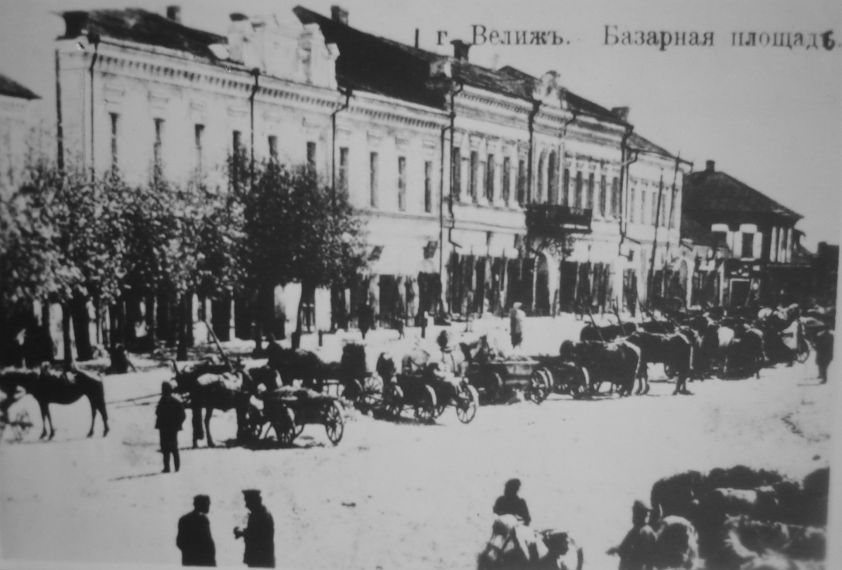
Базарная площадь, ныне улица, прилегающая к зданиям администрации района

В ходе Отечественной войны 1812 года отряд французской кавалерии Богарне 18 июля атаковал Велиж, при защите города полностью погиб отряд новобранцев, защищавший склады продовольствия Первой русской армии. Во время оккупации французы по приказу Наполеона превратили Велиж в зону отдыха для своих войск, включая представителей генерального штаба империи. Они предавались пьянству и установили режим террора и грабежей. Многие жители города и уезда бежали из зоны оккупации на север. В уезде успешно действовали летучие отряды русской армии под командованием Бенкендорфа и Волконского, истребившие немало захватчиков. За успешный рейд на Велиж с участием переодетых во французскую униформу русских солдат Бенкендорф был произведён в генералы, а Сергей Волконский — в подполковники. Помимо действий летучих отрядов в уезде развернулось крестьянское движение, защиты от которого местные помещики были вынуждены просить у французских оккупационных властей. 28 октября французы бежали из Велижа, на следующий день русские войска вошли в город. После бегства армии Наполеона в городе вместо 700 домов осталось 99, вместо 5285 жителей — 595.

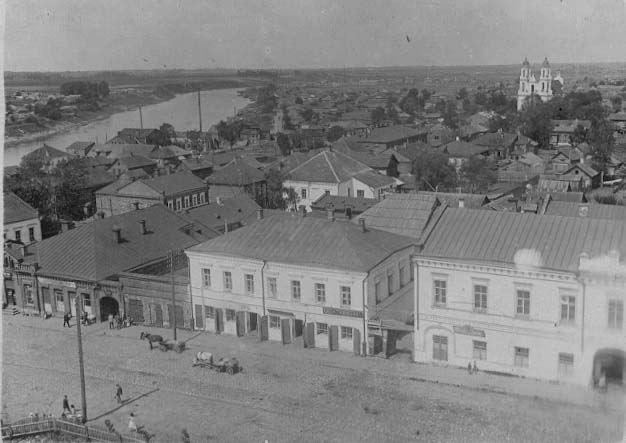
Вид города с городской Ратуши

После войны 1812 года город был успешно восстановлен. В 1817 году был утверждён генеральный план застройки города, который повторял общий предыдущий план. Заложенная структура улиц сохраняется по настоящее время. Центральная часть города в первой трети XIX века была застроена каменными зданиями. В 1863 году произошёл крупный пожар, сгорело более 500 домов левобережной части.

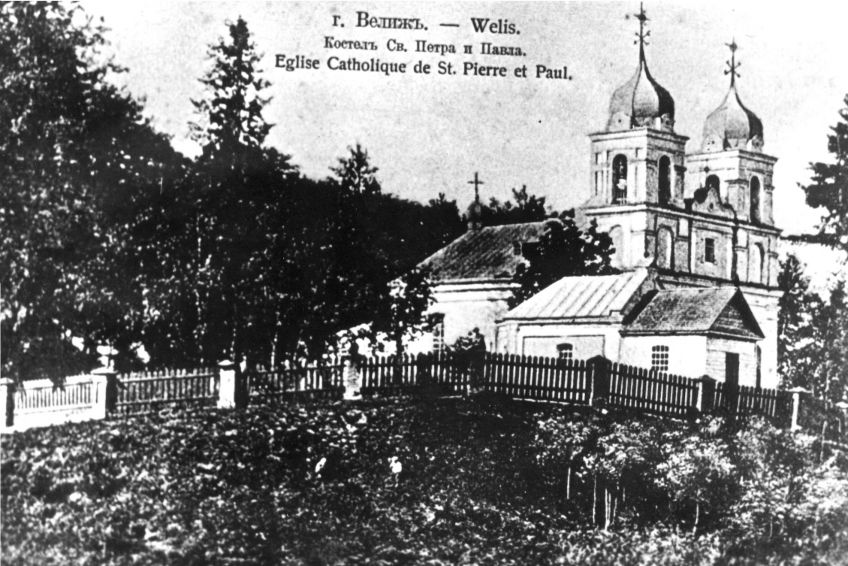
Петро-Павловский католический костёл в Велиже (утрачен)

К 1897 году население Велижа составляло 12 193 жителя, в том числе, евреи — 5984, белорусы — 5809, великороссы — 283. Город вёл активную торговлю по Западной Двине с Витебском, Полоцком, Ригой. Широко был развит «водный промысел» — сплав леса. В городе насчитывалось 11 церквей, 1 костёл и 8 синагог. Велиж в XIX веке сохранял значение крупного торгового города. Так, в 1859 году было отправлено товаров на сумму 130 тысяч рублей. В городе и уезде бурно развивалось производство строительных материалов: кирпича, извести, пиломатериалов, стекла. В середине XIX века в Велиже насчитывалось 7 кирпичных заводов.

### Первая половина XX века
В ноябре 1918 года в районе вспыхнуло антисоветское восстание, часть общего антисоветского восстания на севере Смоленщины и Витебщины, вызванного злоупотреблениями представителей советских властей. 15 ноября повстанцы захватили город, но уже 23 ноября восстание было подавлено силами Витебского ГубЧК. Антисоветское повстанческое движение в уезде продолжалось до конца 1920-х годов.
1 января 1919 года согласно постановлению I съезда КП(б) Белоруссии, который был созван в Смоленске, Велиж вошёл в состав Белорусской ССР и стал центром уезда («подрайона») Витебского района. Однако уже 16 января 1919 года было принято решение о включении города (вместе с Витебской губернией) в состав РСФСР. С 18 июля 1927 года до 1929 года Велижский район входит в состав Великолукского округа Ленинградской области. С 1929 по 1937 годы — в состав Западной области. С 27 сентября 1937 года является районным центром Смоленской области.

### Годы Великой Отечественной войны
9 июля 1941 года Велиж подвергся немецкой бомбардировке, были убиты сотни жителей города. Утром 13 июля 1941 года к городу подошли передовые части 20-й танковой дивизии из 3-й танковой группы Германа Гота. 83-й Слободкинский пограничный отряд НКВД СССР и истребительный комсомольский батальон народного ополчения Велижа, получившие приказ прикрыть отступление советских войск, оказали немецким войскам ожесточённое сопротивление, длившееся до 14 июля и стоившее противнику более 60 танков и значительного числа погибших. Последними защитниками города стал отряд ВНОС, забаррикадировавшийся в зданиях в центре города и уничтоженный гитлеровцами только после доставки на передовую огнемётов.
В городе размещался полк 8-й кавалерийской дивизии СС «Флориан Гейер» и части 83-й пехотной дивизии вермахта, Велиж становится важным транспортным узлом немецких войск. В сентябре 1941 года оккупационные власти организовали еврейское гетто по улице Жгутовского в помещениях частных домов и свинарнике, люди жили в них в условиях крайней тесноты и антисанитарии, оккупанты регулярно производили бессудные казни. 29 января 1942 года нацисты и их пособники в преддверии советского наступления уничтожили гетто: заживо сожгли в деревянных постройках более 1000 велижских евреев, а всего в Велиже гитлеровцами было уничтожено их более 2000. За время оккупации и боёв за город погибло около 20 000 жителей города и района, с тех пор Велиж не восстановил довоенную численность своего населения.
8 января 1942 года началась Торопецко-Холмская операция одновременно с Ржевско-Вяземским наступлением советских войск. 2 февраля 1942 года была освобождена правобережная сторона Велижа. С января 1942 года по сентябрь 1943 года по территории Велижа проходила линия фронта, в городе и его окрестностях сражались бойцы 4-й Ударной армии. В ходе ожесточённых позиционных боёв потери советских войск в боях за Велиж превысили 50 000 человек, противник потерял около 30 000. На территории района осталось более 70 братских могил и воинских захоронений, 37 памятных мест. Священным местом в Велиже является мемориальный комплекс Лидова Гора, где захоронены около 10000 воинов, отдавших свою жизнь за освобождение города и района.
20 сентября 1943 года войсками Калининского Фронта в ходе Духовщинско-Демидовской операции Велиж был освобождён силами 4-й ударной армии. Вечером 20 сентября 1943 года на колокольне Свято-Духовского собора был поднят красный флаг. Его водрузили бойцы 358-й стрелковой дивизии. Основные архитектурные памятники — церкви, ратуша, синагоги и костел — были полностью разрушены в ходе двухлетних боев за город, бомбардировок и артобстрелов. Помимо памятников архитектуры были уничтожены все прочие здания в городе, кроме нескольких случайно уцелевших деревянных построек. Современный Велиж построен практически «с нуля» и лишён большей части некогда богатого архитектурного наследия.

## Население
| 1856   | 1897    | 1931  | 1939    | 1959  | 1970  | 1979  | 1989  | 1992  |
| ------ | ------- | ----- | ------- | ----- | ----- | ----- | ----- | ----- |
| 10 300 | ↗12 200 | ↘9900 | ↗11 400 | ↘7948 | ↗8478 | ↗8909 | ↗9146 | ↗9200 |
| 1996   | 1998    | 2002  | 2003    | 2005  | 2006  | 2007  | 2008  | 2009  |
| ↗9300  | ↘9100   | ↘8343 | ↘8300   | ↘8000 | ↘7800 | ↘7600 | ↘7500 | ↘7392 |
| 2011   | 2012    | 2013  | 2014    | 2015  | 2016  | 2017  | 2018  | 2019  |
| ↗7600  | ↘7456   | ↘7266 | ↘7188   | ↘7078 | ↘7068 | ↘7016 | ↘6788 | ↘6715 |
| 2020   | 2021    | 2024  |         |       |       |       |       |       |
| ↘6636  | ↘6293   | ↘6005 |         |       |       |       |       |       |

На 1 января 2025 года по численности населения город находился на 1049-м месте из 1124 городов Российской Федерации.
Национальный состав
По итогам переписи населения 2020 года проживали следующие национальности (национальности менее 0,1 % и другое, см. в сноске к строке «Другие»):
| Национальность | Численность, чел. | Доля     |
| -------------- | ----------------- | -------- |
| Русские        | 5911              | 93,93 %  |
| Украинцы       | 34                | 0,54 %   |
| Белорусы       | 19                | 0,30 %   |
| Грузины        | 10                | 0,16 %   |
| Татары         | 8                 | 0,13 %   |
| Другие         | 311               | 4,94 %   |
| Итого          | 6293              | 100,00 % |

## Застройка

### План
Река Велижка и глубокий овраг с ручьем разделяют город на три части. По генеральному плану 1778 года Велиж получил прямоугольную сетку улиц, которая учитывала исторический план. В первой половине XIX в. центр Велижа застраивался каменными домами в стиле позднего классицизма: администрация города, торговые ряды. Во второй половине XIX — начале XX века появились здания в стилях эклектики и модерна. Многие сакральные здания Велижа были повреждены в последнюю войну и уничтожены советскими властями города по ее окончании.
В соответствии с генеральным планом 1983 года сохранена историческая левобережная часть города, в центральной части — парк с аллеями. Города развивается главным образом на север.

### Улицы и площади
| Официальное название              | Историческое название                                                                              | Бывшие названия                         |
| 1-й Горького переулок             | Горелая улица                                                                                      |                                         |
| 2-й Горького переулок             | Троицкая улица                                                                                     |                                         |
| Окопная улица                     | Михайловская улица                                                                                 |                                         |
| Володарского улица                | 1-я Смоленская улица (часть) 2-я Смоленская улица (часть) Смоленский шоссе                         |                                         |
| Гороховая улица (с 1963 г.)       | Гороховая улица                                                                                    |                                         |
| Дзержинского площадь              | Рынок площадь                                                                                      | Свободы площадь                         |
| Комсомольская улица               | Пречистенский переулок (часть) Взгорская улица (часть)                                             |                                         |
| Коммунальная улица                | Чарторыйский переулок                                                                              |                                         |
| Кропоткина улица                  | Духовская улица                                                                                    | Ленинская улица                         |
| Красинец улица                    | Воздвиженская улица                                                                                | Красноармейская улица (с 14.09.1977 г.) |
| Кузнецова улица                   | Еврейская улица Ново-Слободская улица                                                              |                                         |
| Куросава улица                    | Жгутовская улица                                                                                   | Пашутина улица                          |
| Лейтенанта Шмидта улица           | Троицкая набережная (часть) Надвинская улица (часть) Набережная улица (часть)                      |                                         |
| Ленина улица (с 11.03.1953 г.)    | Усмынский гостинец Великолукская улица                                                             |                                         |
| Нахимсона улица                   | Слободская улица                                                                                   |                                         |
| Невельская шоссе                  | Костельно-Суярочная улица                                                                          |                                         |
| Победы улица                      | Гончарная улица                                                                                    | Буденного улица                         |
| Рабочая улица                     | Михайловская улица (часть) Петровская улица (часть) Березовая улица (часть)                        |                                         |
| Розы Люксембург улица             | Пречистенская улица (часть) Школьная улица (часть)                                                 |                                         |
| Советская улица (с 16.11.1961 г.) | Костельная улица (часть) Ильинская улица (часть) Покровская улица (часть) Никольская улица (часть) | Интернациональная улица Сталина улица   |
| Сакко и Ванцетти улица            | Чарторыйская набережная                                                                            |                                         |
| Свердлова улица                   | Витебский шоссе                                                                                    |                                         |
| Чапаева улица                     | Васильевская улица                                                                                 |                                         |
| Красных Зор переулок              | Кузнечный переулок                                                                                 |                                         |
| Энгельса улица                    | Прировская улица                                                                                   |                                         |
| Яна Томпа улица                   | Городская Набережная улица (часть) Пристанская Набережная улица (часть) Замковая улица (часть)     |                                         |

С урбанистичной наследия Велижа до нашего времени сохранили исторические названия улицы Береговая, Детская, Парковая, 1-я и 2-я Садовые и Торопецкая, переулки Невельский и Судейский.

## Транспорт
Велиж находится на магистральной автодороге Невель — Смоленск, также имеется автодорога на Витебск.
Автобусное сообщение со Смоленском, Витебском, Псковом, Санкт-Петербургом.
Расстояние до железнодорожной станции Рудня — 93 километра.
С 1945 года до 2005 года в городе и его окрестностях действовала Барановская узкоколейная железная дорога, принадлежавшая Велижскому леспромхозу. Она не имела выхода на магистральную железнодорожную сеть. Протяжённость превышала 40 километров.
До 1990-х годов существовало грузовое и пассажирское судоходство по реке Западная Двина.

## Достопримечательности
- Велижский районный историко-краеведческий музей
- Храм Кирилла и Мефодия 2009 год. ( В храме находятся 10 икон-клейм описывающих историю города Велижа от основания крепости на Великом городище в 1536 году и по 2018 год. Главная святыня Велижкой земли — "Велижская" (Замковая) икона Пресвятой Богородицы находится в этом же храме).
- Церковь Трех Святителей (1869)
- «Катюша»
- Городище на левом берегу реки Западная Двина при впадении в неё ручья Коневец[44].
- Историческая застройка (конец XIX — начало XX в.; фрагменты)

### Утраченные исторические объекты
- Замок (XVI в.)
- Костел Святых Апостолов Петра и Павла (1799)
- Ратуша (XVIII в.)
- Синагога (XIX в.)
- Церковь Покрова Богородицы (XVIII в.; униатская, с 1839 г. православная)
- Свято-Духов собор (1823)
- Церковь Святого Илии Пророка (1781; униатская, с 1839 г. православная)
- Церковь Святителя Николая (1761; униатская, с 1809 г. православная)
- Церковь Святого Архангела Михаила (униатская, с 1839 г. православная)
- Церковь Святой Троицы (XVIII в.)
- Церковь Воздвижения Креста Господня (1785-1790; униатская, с 1839 г. православная)
- церковь Успения Пресвятой Богородицы (1761; до 1868 г. костел, после 1868 г. православная).

## Почетные граждане города
- Усачёв, Захарий Никитович (1897—1982) — советский военачальник, генерал-майор.
- Бордюков Александр Григорьевич (1928—2022) — учитель истории, собиратель истории Велижкой земли, создатель  воинского мемориала "Лидова гора".

## Уроженцы
- Бембель, Андрей Онуфриевич (1905—1986) — белорусский и советский скульптор, народный художник Белорусской ССР (1955), профессор (1962).
- Моисей Залманович (Михаи́л Семёнович) Беров (1909—2003) — белорусский кинооператор, документалист.
- Юрка Витьбич (Серафим (или Георгий) Щербаков) (1905—1975) — белорусский писатель, публицист и деятель эмиграции в США.
- Антон Васильевич Дубина (1885—1937) — белорусский советский государственный деятель.
- Константин Васильевич Заборовский (1919—1943) — советский танкист, Герой Советского Союза (1944 год).
- Фишельсон, Семен Борисович — гвардии подполковник, представлялся к званию «Герой Советского Союза» (3 раза).
- Макс Захарович Пенсон (17 марта 1893—1959) — известный советский еврейский фотограф, фотохудожник, фотокорреспондент газеты «Правда Востока» и всесоюзного информационного агентства ТАСС.
- Валентин Михайлович Терентьев (7 апреля 1907 — 14 декабря 1983) — белорусский ученый в области физиологии растений.
- Игнатий Черневский[пол.] (2 августа 1882 — 5 августа 1956) — польский инженер, директор управления государственных железных дорог в Кракове, профессор и декан Краковского политехнического университета.